# قائمة نظم الملفات
القوائم التالية هي تحديد وتوصيف ووصلة لمعلومات أكثر دقة عن  أنظمة الملفات المستخدمة على الكمبيوتر
العديد من  أنظمة التشغيل الأقدم تدعم  نظام ملفات خاص بها native

## أنظمة الملفات على القرص
أنظمة الملفات على القرص عادة ما تكون بلوكات موجهة block-oriented  . الملفات على نظم الملفات ذات البلوكات الموجهة هي عبارة عن سلسلة من البلوكات، وغالبا ما تتميز باستخدام أسلوب الوصول العشوائي للقراءة والكتابة وتعديل العمليات.

### أنظمة الملفات مدمج معها وبداخلها ما يسمى نسبة سماحية الخطأ fault-tolerance
هذه الأنواع من أنظمة الملفات مدمج معها الفحص لسلامة البيانات checksumming وايضا التكرار المتطابق (كالمرآه) mirroring و parity 
- بتر إف إس - نظام الملفات على أساس ب-الأشجار B-Tree , التي تم إنشاؤها من قبل شركة أوراكل.
- HAMMER - DragonflyBSD's نظام ملفات أولي، تم إنشاؤها بواسطة Matt Dillon .
- ReFS (Resilient File System)  - نظام ملفات من قبل مايكروسوفت ومدمج معه ميزات ومرونة resiliency .
- اReliance  نظام ملفات تفاعلي مضاف اليه CRCs  ، وتم أنشأتها بواسطة Datalight.
- Reliance Nitro  – من Datalight.
- ZFS  – تم أنشأته بواسطة شركة صن مايكروسيستمز للاستخدام على سولاريس 10 وسولاريس، استدار فري 7.0, NetBSD (08/2009), لينكس و FUSE  (وينبغي عدم الخلط مع اثنين zFSes من IBM)

### أنظمة الملفات ذات نسبية الخطا fault-tolerant file systems وما يسمى Parallel
| اسم نظام الملفات                        | مطور بواسطة                                                                                       | رخصة                                   | نظام التشغيل                                               | الوصف |
| --------------------------------------- | ------------------------------------------------------------------------------------------------- | -------------------------------------- | ---------------------------------------------------------- | --- |
| BeeGFS (formerly FhGFS)                 | Fraunhofer Society جمعية فراونهوفر                                                                | GPLv2 / proprietary رخصة جنو الاصدار 2 | Linux لينكس                                                | استخدام حر لنظام الملفات بدعم اختيارات احترافية، صممت للاستخدام السهل وذات كفاءة عالية وتحسين، تستخدم هذه الانظمة في أسرع الحاسبات في العالم كالحاسبات العنقودية (كلستر) computer clusters , هذا النظام للملفات يسمح بتكرار الأقسام التخزينية مع وجود اصلاح ذاتي اتوماتيكيا. |
| Ceph                                    | Inktank Storage, a company acquired by Red Hat شركة انك تانك، شركة مستحوز عليها بواسطة ريد هات    | LGPL رخصة جنو العمومية الصغرى          | Linux kernel نواة لينكس                                    | نطاق واسع للتخزين، نظام الملفات CephFS تم دمجه مع نواة لينكس سنة 2010 , مؤسسة Ceph's وهي شركة موثوقه بما يسمى RADOS والذي يمد بمخازن object storage من خلال وسيط برمجي ومكتبات اس 3 أو سوفية S3 or Swift REST APIs وتخزين بلوكات block storage من خلال حاسبات الاستضافة لينكس QEMU/KVM/Linux hosts ومخازن نظم الملفات الخاضعة لنظام بوزكس والتي يمكن ربطها mounted بواسطة نواة لينكس وفيوز Linux kernel and FUSE clients |
| Chiron FS                               |                                                                                                   |                                        |                                                            | نظام ملفات Chiron FS ذو قواعد من نظام ملفات FUSE وهونظام ملفات يستخدم أسلوب التكرار الشفاف transparent replication ويطبق أسلوبه بنظام ريد 1 RAID1 ويمكن في هذا النظام اخذ هدف واحد بعدة مجلدات وعدم الحاجة لتكرار كل القسم، هذا المشروع لم يعد ذو نشاط ظاهر بعد سنة 2008 . |
| CloudStore نظام ملفات التخزين السحابي   | Kosmix كوزميكس                                                                                    | رخصة أباتشي                            |                                                            | شبيه نظام ملفات جوجل، وقد حل محله نظام ملفات Quantcast File System (QFS) |
| Cosmos كوزموس                           | مايكروسوفت internal ميكروسوفت                                                                     | internal software                      |                                                            | Focuses on تحمل الأخطاء، high throughput and قابلية التوسع. Designed for تيرابايت and بيتابايت sized data sets and processing with Dryad. |
| dCache                                  | DESY and others                                                                                   |                                        |                                                            | A write once filesystem, accessible via various protocols |
| FS-Manager                              | CDNetworks                                                                                        | برمجيات احتكارية                       | لينكس جنو/لينكس                                            | Focused on Content Delivery Network |
| General Parallel File System (GPFS)     | آي بي إم                                                                                          | proprietary                            | AIX, Linux and Windows                                     | Support replication between attached block storage. Symmetric or asymmetric (configurable) |
| Gfarm file system                       | Asia Pacific Grid                                                                                 | X11 License                            | جنو/لينكس، أو إس 10، فري بي ‌إس ‌دي، نت بي إس دي and سولاريس | Uses OpenLDAP or بوستجري إس كيو إل for metadata and FUSE or LUFS for mounting |
| GlusterFS                               | Gluster, a company acquired by Red Hat                                                            | GNU General Public License v3          | جنو/لينكس، نت بي إس دي، فري بي ‌إس ‌دي، أوبن سولاريس         | A general purpose distributed file system for scalable storage. It aggregates various storage bricks over Infiniband RDMA or TCP/IP interconnect into one large parallel network file system. GlusterFS is the main component in Red Hat Storage Server. |
| Google File System (GFS)                | جوجل                                                                                              | internal software                      |                                                            | Focus on تحمل الأخطاء، high throughput and قابلية التوسع |
| Hadoop Distributed File System          | مؤسسة برمجيات أباتشي                                                                              | Apache License 2.0                     | Cross-platform                                             | Open source GoogleFS clone |
| IBRIX Fusion                            | IBRIX                                                                                             | برمجيات احتكارية                       |                                                            | |
| Infinit                                 | Infinit International, Inc                                                                        | برمجيات احتكارية                       | متعدد المنصات                                              | A بوزيكس-compliant file system for both local area network and wide area networks. Infinit replicates blocks of data between the various storage resources composing the infrastructure (being local or through cloud API) in order to guarantee data reliability (durability and availability) through مسألة الجنرال البيزنطي and data rebalancing (i.e. self healing).                                                 |
| LizardFS                                | Skytechnology                                                                                     | رخصة جنو العمومية                      | متعدد المنصات                                              | Independent fork of MooseFS 1.6.27 |
| Lustre                                  | originally developed by Cluster File Systems and currently supported by إنتل (formerly Whamcloud) | رخصة جنو العمومية                      | جنو/لينكس                                                  | A بوزيكس-compliant, high-performance filesystem. Lustre has high availability via storage failover |
| MapR-FS                                 | MapR                                                                                              | برمجيات احتكارية                       | Linux                                                      | Highly scalable, POSIX compliant, fault tolerant, read/write filesystem with a distributed, fault tolerant metadata service. It provides an HDFS and NFS interface to clients |
| MogileFS                                | Danga Interactive                                                                                 | رخصة جنو العمومية                      | جنو/لينكس (but may be ported)                              | Is not بوزيكس compliant, uses a flat namespace, application level, uses ماي إس كيو إل or Postgres for metadata and بروتوكول نقل النص الفائق for transport. |
| MooseFS                                 | Core Technology                                                                                   | GPLv2/برمجيات احتكارية                 | جنو/لينكس/نت بي إس دي/فري بي ‌إس ‌دي/أو إس 10/أوبن سولاريس   | MooseFS is a fault tolerant, highly available and high performance scale-out network distributed file system. It spreads data over several physical commodity x86 servers, which are visible to the user as one namespace. For standard file operations MooseFS acts like any other Unix-like file systems |
| ObjectiveFS                             | Objective Security Corporation                                                                    | برمجيات احتكارية                       | جنو/لينكس، أو إس 10                                        | POSIX-compliant shared distributed filesystem. Uses object store as a backend. Runs on AWS S3, GCS and object store devices. |
| OneFS distributed file system           | Isilon                                                                                            |                                        | فري بي ‌إس ‌دي                                               | BSD based OS on dedicated Intel based hardware, serving NFS v3 and SMB/CIFS to مايكروسوفت ويندوز، ماك أو إس، جنو/لينكس and other يونكس clients under a برمجيات احتكارية |
| Panasas ActiveScale File System (PanFS) | Panasas                                                                                           | برمجيات احتكارية                       | جنو/لينكس                                                  | Uses object storage devices |
| PeerFS                                  | Radiant Data Corporation                                                                          | برمجيات احتكارية                       | جنو/لينكس                                                  | Focus on high availability and high performance and uses ند لند replication with multiple sources and targets |
| Quobyte                                 | Quobyte                                                                                           | برمجيات احتكارية                       | جنو/لينكس                                                  | All in one data center file system (file, block and object storage). Commercial successor of XtreemFS, founded by the XtreemFS development team. |
| RozoFS                                  | Rozo Systems                                                                                      | GNU GPLv2                              | جنو/لينكس                                                  | A بوزيكس DFS focused on fault-tolerance and high-performance, based on the Mojette erasure code to reduce significantly the amount of redundancy (compared to plain replication). |
| Tahoe-LAFS                              | Tahoe-LAFS Software Foundation                                                                    | رخصة جنو العمومية 2+ and other         | مايكروسوفت ويندوز، جنو/لينكس، أو إس 10                     | secure, decentralized, fault-tolerant, ند لند distributed data store and distributed file system |
| TerraGrid Cluster File System           | Terrascale Technologies Inc                                                                       | برمجيات احتكارية                       | جنو/لينكس                                                  | Implements on demand cache coherency and uses industrial standard iSCSI and a modified version of the إكس إف إس file system |
| XtreemFS                                | Contrail E.U. project, the German MoSGrid project and the German project "First We Take Berlin"   | open-source (BSD)                      | جنو/لينكس، سولاريس، أو إس 10, Windows                      | متعدد المنصات file system for wide area networks. It replicates the data for fault tolerance and caches metadata and data to improve performance over high-latency links. بروتوكول طبقة المنافذ الآمنة and X.509 certificates support makes XtreemFS usable over public networks. It also supports Striping for usage in a cluster.                                                                                      |